# Mouvement libéral républicain nationaliste
Le Mouvement libéral républicain nationaliste (Movimiento Liberal Republicano Nacionalista, MOLIRENA) est un parti politique libéral panaméen fondé en 1982. En mars 2009, le MOLIRENA revendiquait 56.845 adhérents, ce qui en ferait le cinquième parti du Panama en termes de masse militante.
Membre de la coalition de droite majoritaire à l'issue des élections de 2009, le MOLIRENA ne compte néanmoins plus que 2 députés, contre 4 élus en 2009.